# Nur Aisyah Mohamad Zubir
Nur Aisyah Mohamad Zubir (* 4. Oktober 1997 in Kemaman) ist eine malaysische Radrennfahrerin, die auf Straße und Bahn aktiv ist.

## Sportlicher Werdegang
Nur Aisyah Mohamad Zubir stammt aus Terengganu. 2018 gewann sie bei den Asienmeisterschaften die Bronzemedaille im Einzelzeitfahren der U23. Im selben Jahr erzielte sie bei den malaysischen Nationalspielen (Sukma Games) sieben Goldmedaillen auf Straße und Bahn. 2019 gewann sie erstmals die Landesmeisterschaften im Einzelzeitfahren, 2021 im Straßenrennen. Diesen Erfolg wiederholte sie 2022 und 2023. Außerhalb Südostasiens trat sie bislang kaum in Erscheinung, ihr größter internationale Erfolg war der zweite Platz bei der Tour of Thailand 2023. Ende 2023 wurde sie vom malaysischen Verband für die Olympischen Spiele 2024 nominiert. Zur Vorbereitung auf die Spiele fuhr sie seit Ende Mai eine Reihe von Rennen des nationalen Kalenders von Belgien, um Rennerfahrung in Europa zu sammeln. Das olympische Straßenrennen musste sie jedoch unterwegs aufgeben.
Neben dem Straßenradsport betreibt Nur Aisyah Mohamad Zubir auch Bahnradsport und gewann von 2021 bis 2024 dreizehn malaysische Meistertitel in sieben verschiedenen Ausdauerdisziplinen. Sie vertrat Malaysia im Nationencup 2021 sowie bei den Asienmeisterschaften 2022. Bei den Asienmeisterschaften 2025 gewann sie mit Silber in Scratch und Punktefahren ihre ersten Medaillen.

## Erfolge

### Straße
2018
 Asienmeisterschaften – Einzelzeitfahren (U23)
2019
 Malaysische Meisterin – Einzelzeitfahren
2021
 Malaysische Meisterin – Straßenrennen
2022
 Malaysische Meisterin – Straßenrennen
 Südostasienspiele – Straßenrennen
2023
 Malaysische Meisterin – Straßenrennen
 Südostasienspiele – Straßenrennen, Kriterium

### Bahn
2021
 Malaysische Meisterin – Omnium, Einerverfolgung, Mannschaftsverfolgung
2022
 Malaysische Meisterin – Ausscheidungsfahren, Einerverfolgung
 Islamische Solidaritätsspiele – Scratch
 Islamische Solidaritätsspiele – Omnium
2023
 Malaysische Meisterin – Omnium, Madison (Dez. 22)
 Malaysische Meisterin – Punktefahren, Scratch
2024
 Malaysische Meisterin – Ausscheidungsfahren, Punktefahren, Scratch, Mannschaftsverfolgung
2025
 Asienmeisterschaften – Scratch, Punktefahren